# Klimaatactivist in de politiek
Klimaatactivist in de politiek is een autobiografisch boek van de Nederlandse oud-politicus en milieuactivist Wijnand Duyvendak, waarin hij vertelt van zijn betrokkenheid bij milieuvraagstukken binnen zowel de parlementaire als de buitenparlementaire politiek. Ook zet hij zijn visie uiteen op de aanpak van de problemen die wereldwijd ontstaan als gevolg van de klimaatverandering. Hij benadrukt daarbij dat er brede samenwerking uit alle geledingen van de samenleving nodig is.
Duyvendak gebruikt dit boek tevens om afstand te nemen van zijn krakersverleden. Hij beschrijft hoe hij langzaam maar zeker ontdekte dat het isolement en geweld de kraakbeweging geen goed deden. Nog weer later raakte hij ervan overtuigd dat activisten 'in principe' binnen de grenzen van de wet moeten blijven en zich moeten richten op het overtuigen van de politiek.
Zijn actieverleden diept hij op om uit te leggen dat het klimaat eigenlijk meer gebaat is bij ingrijpen door de politiek. 'Bij actievoeren ligt uiteindelijk altijd een zwaar accent op aanklagen. Nu wil ik echter oplossen, oplossen en nog eens oplossen.' Met zijn boek wilde hij de aanzet geven tot een brede maatschappelijke beweging tegen de klimaatverandering.
In een persbericht ter aankondiging van zijn boek onthulde Duyvendak betrokken te zijn geweest bij een inbraak in het Ministerie van Economische Zaken, een milieuactie waarbij de buit bestond uit plannen voor nieuwe kerncentrales. Deze onthulling deed veel stof opwaaien en leidde tot zijn aftreden als Tweede Kamerlid voor GroenLinks.
Het boek werd op 20 augustus 2008 gepresenteerd in de Openbare Bibliotheek in Amsterdam. Deze presentatie werd korte tijd onderbroken, actievoerders van Voorpost gooiden een taart in het gezicht van Wijnand Duyvendak en gooiden propagandamateriaal de zaal in. Hierbij werd een driemanschap korte tijd gearresteerd.